# Saccharine Trust
Saccharine Trust est un groupe de punk rock américain originaire de Los Angeles, en Californie, formé en 1980 par le chanteur Jack Brewer et le guitariste Joe Baiza. Le groupe se produit fréquemment avec les musiciens du label SST, Minutemen et Black Flag. Cependant, Baiza a décrit Saccharine Trust comme le « mouton noir » de la liste SST. Le batteur Rob Holzman est apparu sur leurs débuts Paganicons en 1981 mais a quitté le groupe pour jouer dans Slovenly, remplacé par le batteur Tony Cicero. Après une interruption de dix ans entre 1986 et 1996, le groupe s'est reformé et se produit de nouveau sur la côte ouest.
Baiza décrit le son du groupe comme une « musique poétique » ou un « mini-théâtre ».

## Histoire

### Formation
Le nom du groupe vient d'une phrase de la chanson de David Bowie " The Bewlay Brothers " sur Hunky Dory.
Joe Baiza rencontre Jack Brewer à Wilmington, en Californie, alors qu'il cherche un emploi d'été. Brewer fait déjà partie d'un groupe appelé The Obstacles, avec Marshall Mellow à la guitare, William Trujillo à la batterie et Joe Burgos chantant et jouant de l'orgue. Baiza veut rejoindre le groupe, alors il suggère le besoin d'un bassiste et il finit par accepter le poste. Le groupe était initialement plus mainstream mais Baiza les a lentement poussés dans une direction punk rock. Un par un, les membres du groupe ont quitté le groupe jusqu'à ce qu'il ne reste finalement plus que Brewer et Baiza.

### Premier concert
Après avoir passé presque un an à tenter de constituer une nouvelle formation qui comprenait une audition ratée de Mike Watt, Saccharine Trust a joué son premier concert en 1980 avec les Minutemen. La formation était composée de Baiza à la guitare, Brewer au chant, Luis Maldonado à la basse et Richie Wilder à la batterie.
Wilder quitte le groupe et rejoint Mood of Defiance. Il est remplacé par Rob Holzman qui a entendu parler du poste vacant par ses amis Bruce Lossen et Tom Watson. Maldonado, plus intéressé par le punk hardcore et alors que le groupe commençait à explorer le jazz, il décide de partir et Earl Liberty le remplaça à la basse.

### Premier enregistrement
Bientôt, le groupe fut invité par les membres de Black Flag à jouer un spectacle au Star Theatre de San Pedro. Les membres du groupe Black Flag et propriétaires de SST, Greg Ginn et Chuck Dukowski, étaient présents au spectacle et ont demandé au groupe d'enregistrer pour SST. Avant la sortie de leur premier EP Paganicons, Saccharine Trust est apparu sur Cracks in the Sidewalk, un album de compilation sur le label New Alliance Records de Mike Watt.

### Collaborations
Joe Baiza contribue à la guitare sur l'album des Minutemen What Makes a Man Start Fires?  et Jack Brewer participe à l'écriture de chansons sur l'album historique des Minutemen de 1984, Double Nickels on the Dime.

### Séparation
La formation du groupe continue de changer au fil des années. Le groupe se dissout en 1986.

### Reformation
Le groupe se reforme en 1996 La formation réformée de Baiza, Brewer, Brian Christopherson à la batterie et Chris Stein à la basse est considérée comme la « meilleure version » par Baiza et était ensemble plus longtemps que la version originale du groupe Fin 2018, Stein est décédé après deux ans de lutte contre le cancer.

## Héritage et influence
En 1994, dans ses journaux, Kurt Cobain le guitariste-chanteur de Nirvana, a classé Paganicons de Saccharine Trust parmi ses 50 meilleurs albums préférés. Buzz Osborne des Melvins a déclaré dans le livre Everybody Loves Our Town: An Oral History of Grunge que Saccharine Trust avait une énorme influence en termes d'atmosphère. Sonic Youth a repris sa chanson "I Am Right" sur la compilation SST The Melting Plot . Le contrebassiste Damon Smith a attribué à l'album le mérite d'avoir modifié son point de vue sur le punk rock, le jazz et le jamming de forme libre. Weasel Walter a décrit Saccharine Trust comme de « vrais visonnières ».

## Discographie

### Albums studios
- Surviving You, Always (1984, SST)
- We Became Snakes (1986, SST)
- The Great One Is Dead (2001, Hazelwood)

### EP
Paganicons (1981, SST)

### Singles
"A Christmas Cry" (1981, SST)

### Albums en concert
- Worldbroken (1985, SST)
- Past Lives (1989, SST)

### Compilations
- Cracks in the Sidewalk (1980, New Alliance)
- The Blasting Concept (1983, SST)
- The Sacramental Element (1986, SST)